# Balthazar Jooss
Balthazar Jooss (ook wel Balthasar Jooss of Joosz., 1772, Wolsfeld / Konstanz - 28 oktober 1834, Delft) was een Nederlands topografisch tekenaar en aquarellist, eind 18de, begin 19de eeuw.
In 1815 werd hij benoemd tot eerste adjunct-handtekenmeester aan de Artillerie- en Genieschool aan de Oude Delft te Delft.
Jooss vereeuwigde als tekenaar onder andere Brielle en Delft. 

## Carrière
Over Balthazar Jooss is niet veel bekend. De bronnen vermelden zowel Wolfeld (Swaben) (huwelijksregister) als 'Constance' (Konstanz) (overlijdensakte) als geboorteplaats. Wanneer en waarom hij naar Nederland kwam is niet bekend.
In 1798 trad Jooss te Brielle in het huwelijk met Urselina (ook: Orselina) Sijbers (1773-1844) uit Brielle. Op dat moment stond hij te boek als 'musicant bij de staf van de 60ste halve brigade Fransche Troupes in soldij der Bataafsche Republiek, in guarnisoen alhier'.
Vanaf 1815 werkte hij in Delft. Toen de Artillerie- en Genieschool in Delft werd opgeheven en vervangen werd door de Koninklijke Militaire Academie in Breda, werd Jooss aldaar leraar Eerste Klasse. 
Zijn oudste zoon, George, trad in de voetsporen van zijn vader: ook hij combineerde een militaire carrière met het vak van tekenaar.

## Oeuvre
Tussen 1822 en 1834 legde Jooss onder andere de - inmiddels grotendeels verdwenen - stadspoorten en -torens en de stadswallen in Delft vast. Ook maakte hij enkele tekeningen in de omgeving van Delft, zoals van de blekerijen.
Hoewel zijn stijl wordt getypeerd als vrij traditioneel en eerder 18de- dan 19de-eeuws, koos hij soms voor ongebruikelijke standpunten. Zo tekende hij meermalen zijn uitzicht vanuit een raam van zijn woonhuis aan de Oude Delft en vanuit de Artillerieschool.
Sommige onderwerpen legde hij vanuit verschillende standpunten vast en vrijwel altijd voorzag hij zijn werk van een bijschrift, waardoor zijn werk goed te lokaliseren en te dateren is.
Het Delfts Stadsarchief bezit 58 van dergelijke tekeningen, gedateerd tussen 1822 en 1834.

## Galerij

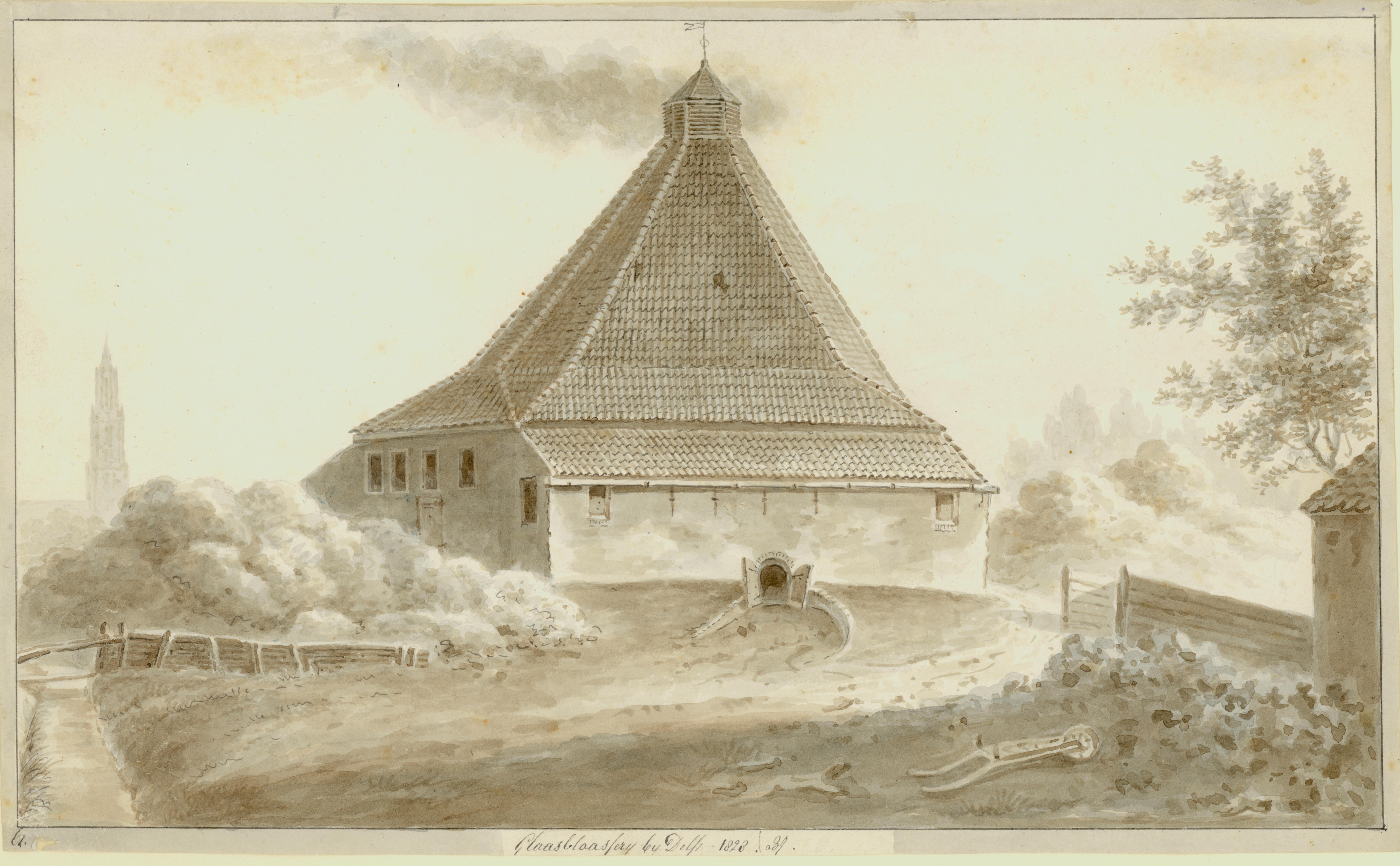
Glasblazerij te Delft
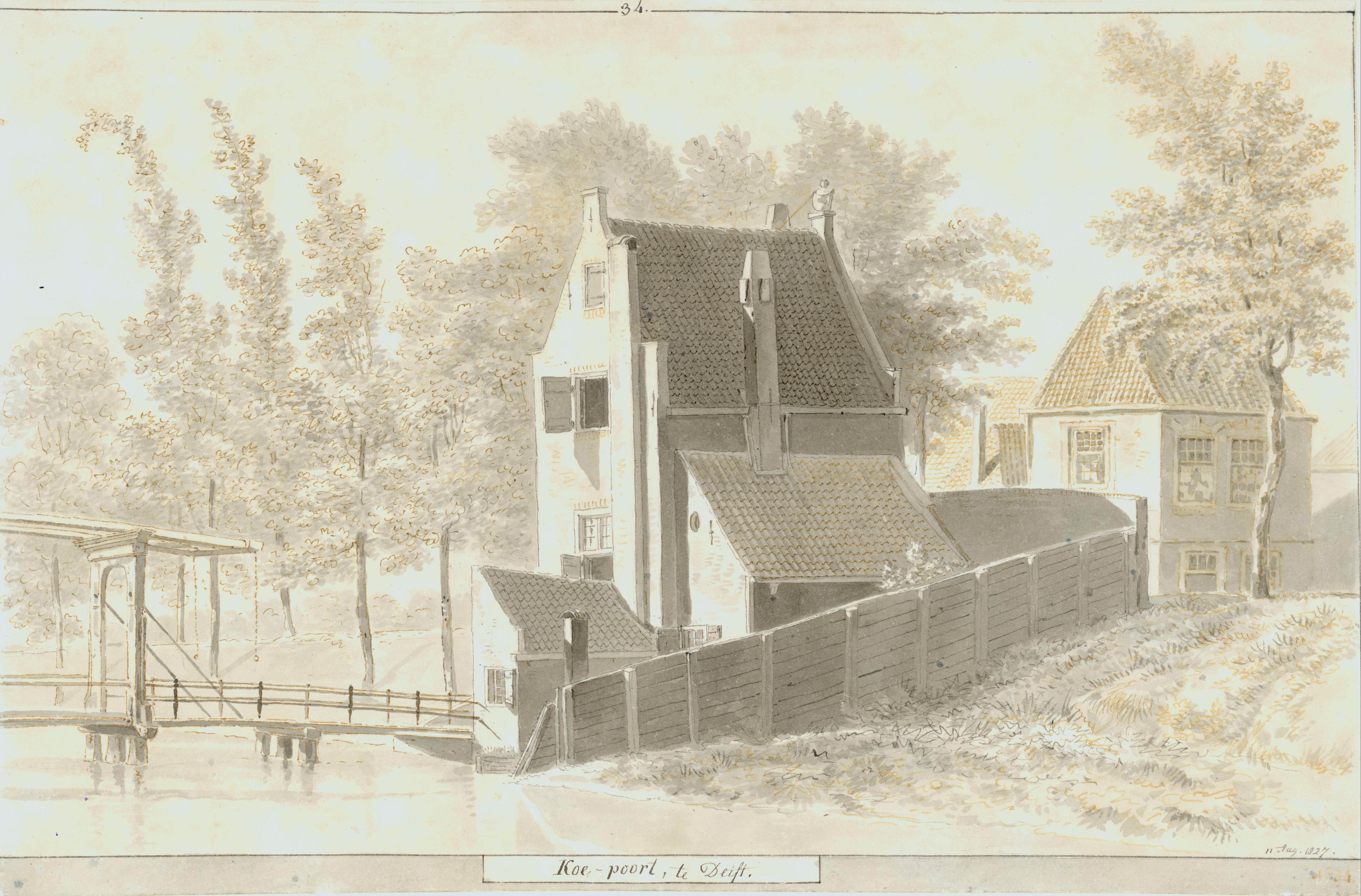
Koepoort te Delft
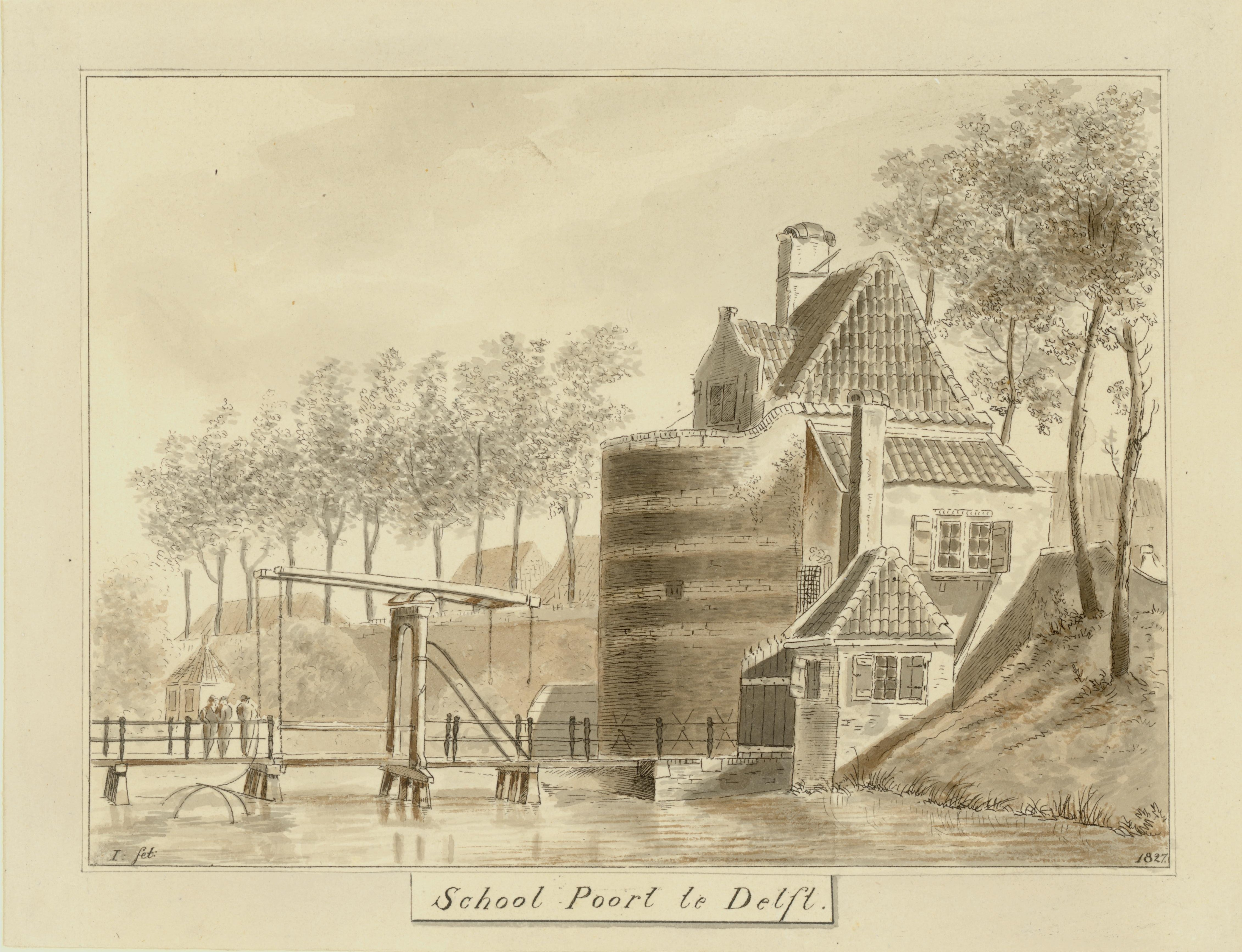
Schoolpoort te Delft
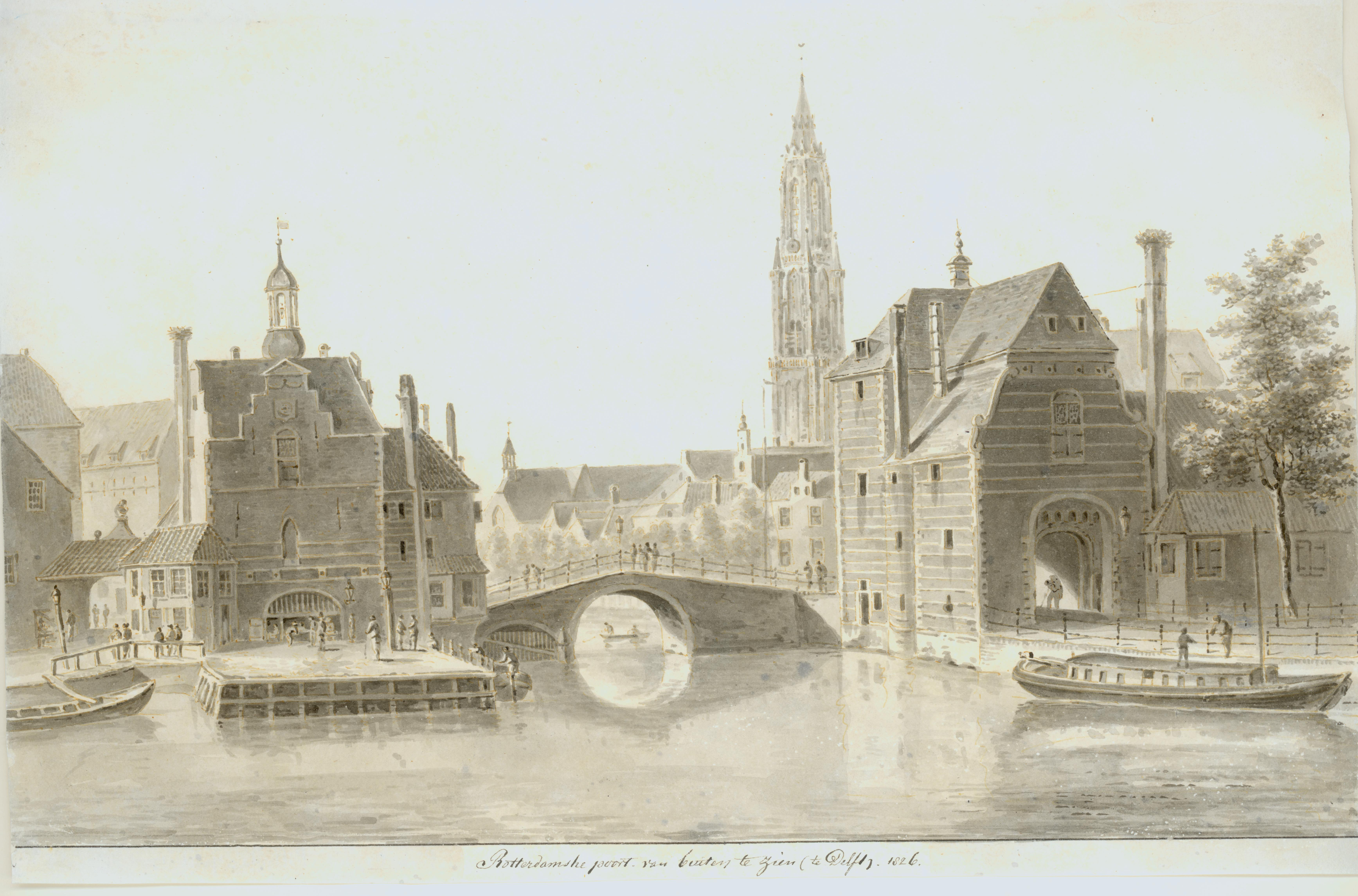
Rotterdamsepoort te Delft
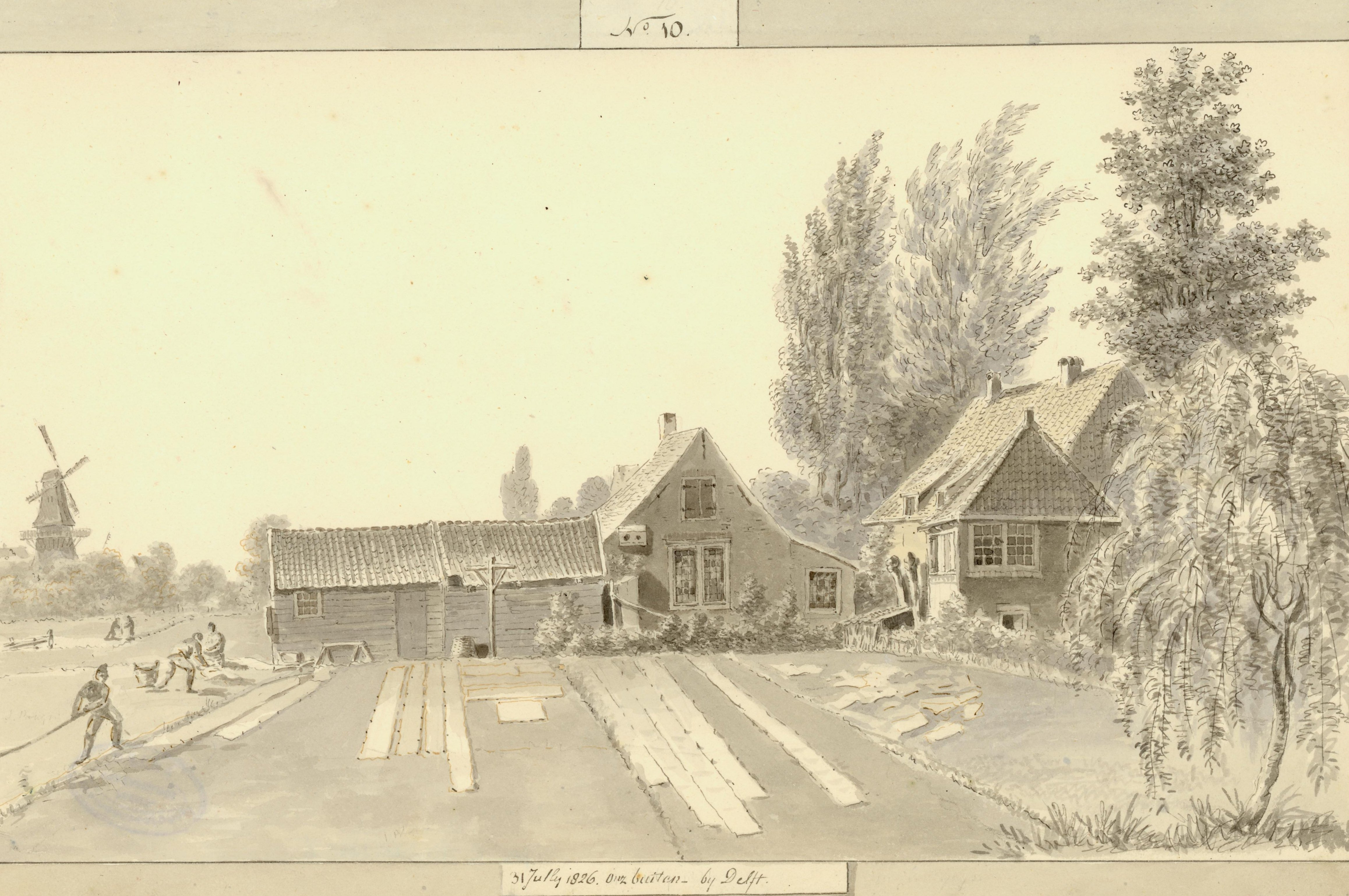
Bleekvelden nabij Delft
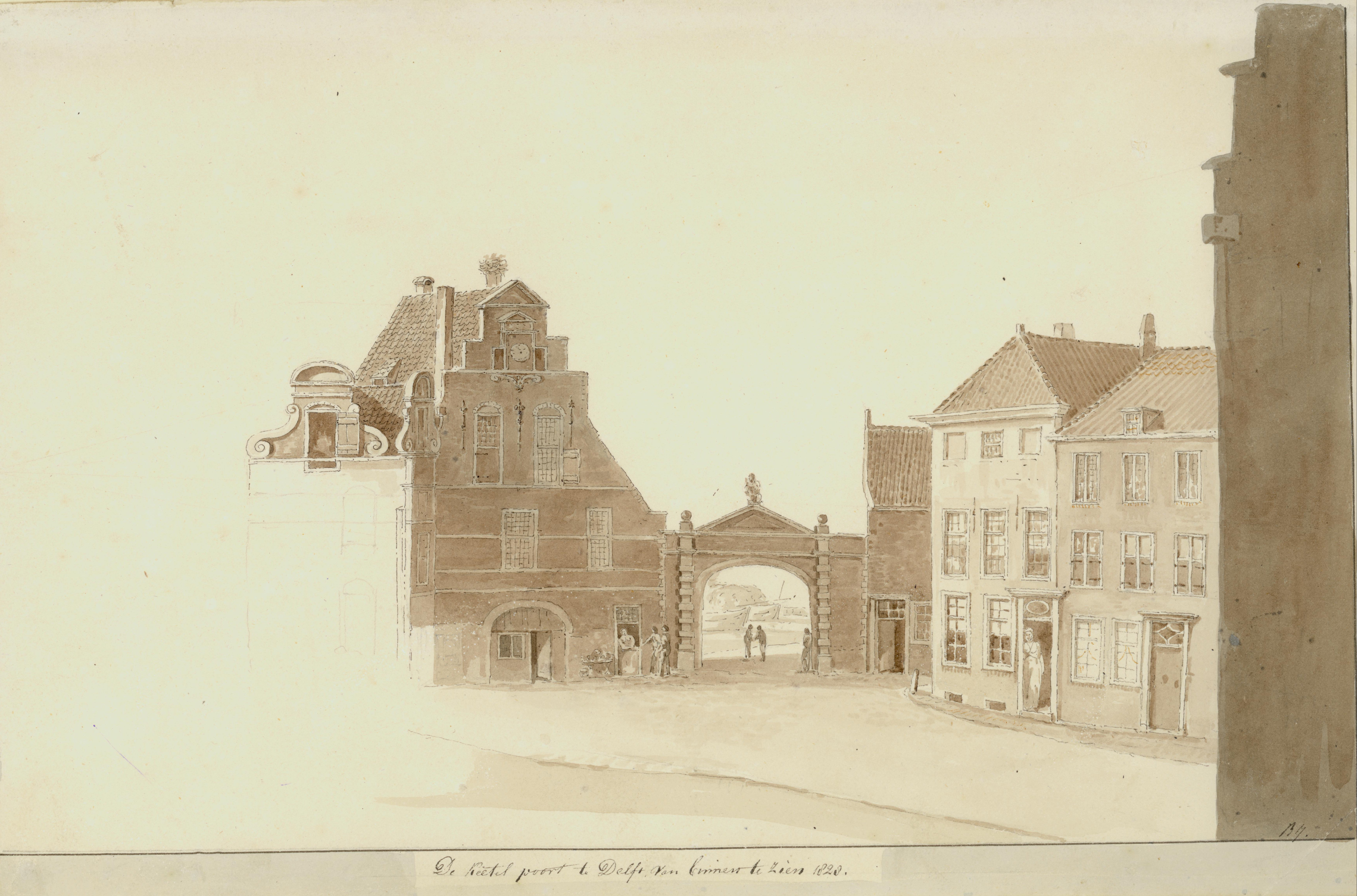
Kethelpoort te Delft